# Vperiod (Novopokróvskaya, Krasnodar)
Vperiod (del ruso: Вперёд) es un posiólok del raión de Novopokróvskaya del krai de Krasnodar, en Rusia. Está situado en las llanuras de Kubán-Priazov, en la cabecera del arroyo Mókraya, un pequeño afluente del río Korsún, constituyente del río Yeya, 15 km al suroeste de Novopokróvskaya y 153 km al nordeste de Krasnodar, la capital del krai. Tenía 268 habitantes en 2010.
Es cabeza del municipio Kubánskoye.